# Paimpont
Paimpont (bretonisch Pempont) ist eine französische Gemeinde mit 1.778 Einwohnern (Stand 1. Januar 2022) im Département Ille-et-Vilaine in der Region Bretagne.
Die Bewohner werden Paimpontais und Paimpontaises genannt.

## Geographie

Karte

Die Gemeinde Paimpont ist hauptsächlich von Wald bedeckt. Das Waldgebiet enthält auch einige größere Seen, wie zum Beispiel den See von Paimpont und den See von Pas-du-Houx, die beide für ihren Fischreichtum bekannt sind. Die Einwohner der Gemeinde verteilen sich im Wesentlichen auf einige größere Waldlichtungen, wo sie Landwirtschaft betreiben, und auf den im Zentrum gelegenen Marktflecken Paimpont, der in den letzten Jahren eine begrenzte touristische Entwicklung erlebt hat.
Ganz im Westen des Départements Ille-et-Vilaine gelegen, grenzt sie an die Nachbar-Départements Côtes-d’Armor und Morbihan. In der dortigen Gemeinde Guer setzt sich im Prinzip der Wald von Paimpont Richtung Süden fort. Der kleine Fluss Aff bildet die Grenze. Im nördlichen Gemeindegebiet entspringt das Flüsschen Comper.

## Geschichte
Der Wald von Paimpont ist der Überrest eines riesigen, zusammenhängenden Waldgebietes, der einst das Landesinnere der Bretagne bedeckte. Der Legendenname dieses Waldes lautet Brocéliande. In diesem Wald spielen viele Begebenheiten aus der Sagenwelt von König Artus und seiner Tafelrunde.
Das im 7. Jahrhundert von Judicaël, dem Bischof von Saint-Malo, gegründete Kloster wurde im 13. Jahrhundert zur Abtei erhoben, zur Abtei Notre-Dame von Paimpont. Lange wurde der Marktflecken nur von der Abtei mit seinen umliegenden Gebäuden für die Aufnahme der Pilger, dem Friedhofes und einigen Wohnhäusern gebildet. Erst nach der Säkularisation der Abtei, während der Französischen Revolution, fing der Marktflecken an, sich zu entwickeln.

### Bevölkerungsentwicklung
| Jahr                       | 1962 | 1968 | 1975 | 1982 | 1990 | 1999 | 2006 | 2017 |
| Einwohner                  | 1791 | 1714 | 1559 | 1449 | 1385 | 1395 | 1621 | 1711 |
| Quellen: Cassini und INSEE |      |      |      |      |      |      |      |      |

## Gemeindepartnerschaften
- Cedeira in der Provinz La Coruña in Spanien

## Sehenswürdigkeiten

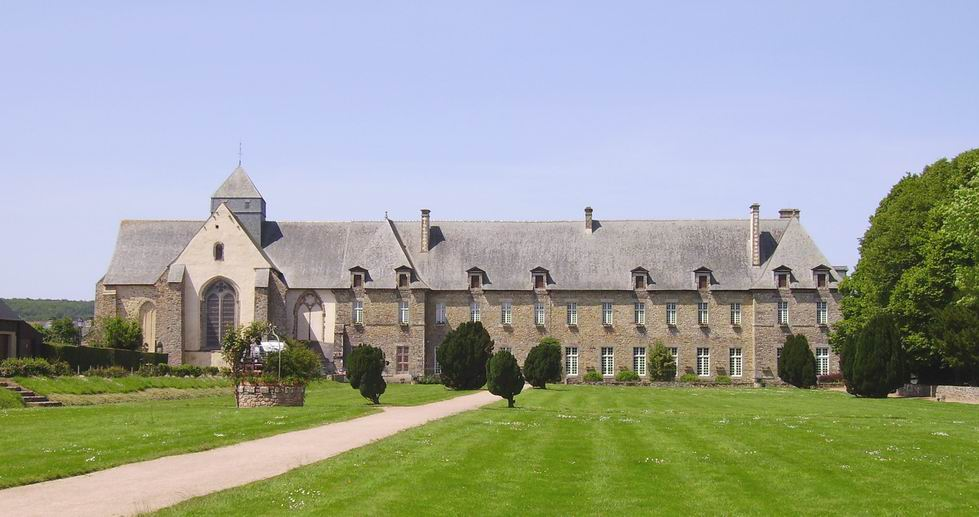
Kirche und Abteigebäude von Paimpont

Siehe auch: Liste der Monuments historiques in Paimpont
- die ehemalige Abtei mit der Kirche Notre-Dame aus dem 13. Jahrhundert, seit 1966 in Teilen als Monument historique klassifiziert
- Schloss Comper im Ort Concoret mit dem Artus-Zentrum
- die Schmieden von Paimpont (19. Jahrhundert)
- der Wald von Paimpont und seine Seen

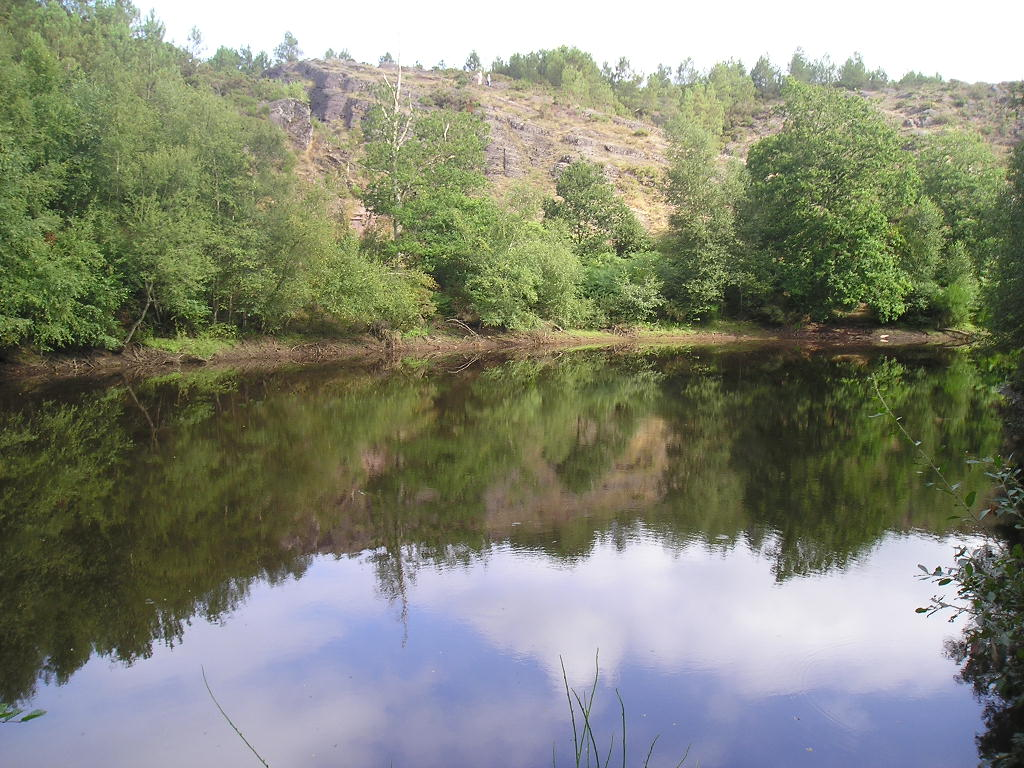
Der See "Feenspiegel" im Tal ohne Wiederkehr (Val sans retour)

- Die Sagenwelt um den Wald von Brocéliande aus der keltischen Mystik der Artus-Legenden findet im heutigen Wald von Paimpont einige Kultstätten, zum Beispiel
  - Merlins Grab
  - den Jungbrunnen
  - die Quelle von Barenton
  - das Val sans retour (deutsch Tal ohne Wiederkehr); Einzelheiten siehe unter Brocéliande

## Persönlichkeiten
- Eugène Allys (1852–1936), römisch-katholischer Ordensgeistlicher, Apostolischer Vikar von Huế